# فضائل القرآن للفريابي
فضائل القرآن، وما جاء فيه من الفضل، وفي كم يقرأ، والسنة في ذلك، لأبي بكر الفريابي توفي سنة (301هـ). هو كتاب من كتب فضائل القرآن التي ألفت بطريق الرواية والإسناد. وهذا الكتاب قد طالعه كبار العلماء، أمثال الذهبي وغيره، وهذا دليل على اهتمام العلماء بهذا المؤلف وعنايتهم به، والفريابي قد عمر إلى ما بعد التسعين مما جعله يلتقي بأفاضل العلماء وأكثرهم علما، وعلى رأسهم المديني وقتيبة، فأكثر الأحاديث التي يرويها عالية الإسناد.
لم يلتزم بترتيب السور في عرض الأحاديث، وإنما يعنون للباب، ثم يسرد تحته الأحاديث والآثار المتعلقة به. وقد أورد فيه: سورة الملك، وباب القرآن في البيت وفضل البقرة وآل عمران، وباب فضل القرآن والاستماع وتعاهد القرآن، وباب ختم القرآن وما جاء فيه، وباب ما روي أن النبي صلى الله عليه وسلم قال: (لا حسد إلا في اثنتين..)، وباب الوقف في قراءة القرآن، وفي كم يقرأ القرآن والسنة في ذلك، وباب من كان يختم القرآن في سبع وثمان، وباب النظر في المصحف، وباب ما جاء في تعاهد القرآن عن النبي صلى الله عليه وسلم، وباب صفة الخوارج والتغليظ عليهم.

## منهج المؤلف في كتابه
- يعنون الباب، ثم يذكر تحته الأحاديث المتعلقة به، صحيحة كانت أو ضعيفة، فيبدأ بباب في فضل القرآن وقراءته، ثم يسرد تحته الأحاديث والآثار بسنده.
- لم يلتزم بترتيب السور، وإنما عنون أبوابا وسرد تحتها الأحاديث والآثار.[7]

## موضوعات الكتاب
1. سورة الملك.
2. باب القرآن في البيت وفضل البقرة وآل عمران.
3. باب فضل القرآن والاستماع وتعاهد القرآن.
4. باب ختم القرآن وما جاء فيه.
5. باب ما روي أن النبي صلى الله عليه وسلم قال: (لا حسد إلا في اثنتين..).
6. باب الوقف في قراءة القرآن والجمع من السور، كيف كانت قراءة رسول الله صلى الله عليه وسلم وترتيله، وفي كم يقرأ القرآن والسنة في ذلك.
7. باب من كان يختم القرآن في سبع وثمان.
8. باب النظر في المصحف.
9. باب ما جاء في تعاهد القرآن عن النبي صلى الله عليه وسلم.
10. باب صفة الخوارج والتغليظ عليهم.[6]

## طبعات الكتاب
الكتاب طبع بتحقيق يوسف عثمان فضل الله في رسالة جامعية لنيل درجة الماجستير من جامعة الملك سعود، وطبعته مكتبة الرشد عام 1409هـ.

## انظر ايضًا
- فضائل القرآن.
- علوم القرآن.
- الرامهرمزي.